# Ispei
Ispei ist als ein Teil der ehemals selbstständigen Gemeinde Frönsberg in Nordrhein-Westfalen seit dem 1. Januar 1975 ein Ortsteil der Stadt Hemer. Die Siedlung liegt im Stephanopeler Tal im Südosten der Stadt, zwischen Stephanopel im Norden und Heppingserbach im Süden.
Der Name Ispei bedeutet „Talaue, durch die ein bewegtes Wasser fließt“. Durch den Ort fließt der Ispeisiepen.
Ispei war während 145 Jahren Standort einer Schule für die Gemeinde Frönsberg. 1823 wurde in einem für 500 Reichstaler erworbenen kleinen Kotten auf Initiative des Pfarrers Friedrich Wilhelm Wulfert ein Schulraum mit Lehrerwohnung eingerichtet. Damit hatten die Kinder der benachbarten Ortsteile Frönsberg, Stephanopel, Heppingserbach, Heppingsen, Heide und Hüingsen nicht mehr die weiten, schlechten Schulwege nach Evingsen, Iserlohn, Ihmert oder Sundwig oder konnten überhaupt eine Schule besuchen. Erster Lehrer der neu gegründeten Schule war Gottlieb Lührmann, Sohn einer Iserlohner Lehrerfamilie. Dieser hatte, zu jener Zeit noch ungewöhnlich, bereits ein Lehrerseminar in Soest absolviert. In den 1830er Jahren besuchten etwa 20 bis 30 Kinder die evangelische Volksschule in Ispei. Um 1870 lag die Schülerzahl bei ungefähr 60 Kindern und die Schule wurde zu klein. Die Gemeinde errichtete 1875 ein neues Schulgebäude. Die höchste Schülerzahl erreichte die Schule 1897 mit 91 Kindern. Nach dem Zweiten Weltkrieg nahm die Schülerzahl kontinuierlich ab. 1966 war die Zahl auf 48 Kinder gesunken. Im Zuge der Schulreform in Nordrhein-Westfalen im Jahr 1968 wurde die Ispeier Schule am 31. Juli 1968 geschlossen.
Nach einer anschließenden Nutzung für Dorfveranstaltungen und als Kirche befindet sich das Gebäude heute in Privatbesitz.
Veranstaltungen finden nun in dem 2007 gebauten Dorfgemeinschaftshaus statt. In das neue Veranstaltungszentrum ist ein Feuerwehrhaus integriert, das die Funktion des historischen Feuerwehrgerätehauses in Heppingsen übernommen hat.
Bereits Anfang der 1930er Jahre gab es im Ortsteil eine Badeanstalt. Erbaut wurde sie auf Initiative des an der Volksschule von 1928 bis 1968 in Ispei  tätigen Lehrers Richard Schulte. Heimische Unternehmen unterstützten den Bau des Bades. Unter anderem stellte das ortsansässige Unternehmen Carl Rohländer einige seiner Arbeiter für den Bau zur Verfügung. Die Bauausführung erfolgte kostenlos durch das Bauunternehmen Theodor Maas. Das Bad wurde aus dem klaren Wasser des Heppingser Baches gespeist. Es gab ein Zwei-Meter-Sprungbrett, Startblöcke am Beckenrand, Ruhebänke und Umkleidekabinen. Da die Gemeinde Frönsberg keine Mittel für die Einstellung eines Bademeisters hatte, schwamm man auf eigene Verantwortung.  Das Freibad war unbeheizt. Nach dem Zweiten Weltkrieg oblag während der Öffnungszeiten im Sommer die Verwaltung des Freibades der Ortsgruppe des Sauerländischen Gebirgsvereines. Nach einem tödlichen Badeunfall wurde das Bad zunächst vorübergehend, spätestens ab 1957 endgültig geschlossen. In den folgenden Jahren verfiel das Bad immer mehr und wurde 1960 stillgelegt. 1964 wurde das Becken verfüllt und planiert.

## Persönlichkeiten
Der Theologe Heinrich Schlier lebte zwischen 1938 und 1959 in Ispei. In diesem Zeitraum entstand unter anderem seine wertvolle Übersetzung und Erklärung des „Paulus-Briefes an die Galater“.